# 莲座高原芥
莲座高原芥（学名：Christolea rosularis）为十字花科高原芥属下的一个种。

## 扩展阅读
維基物種上的相關：莲座高原芥